# The Velvet Underground (album)
The Velvet Underground – trzeci album studyjny amerykańskiego zespołu rockowego The Velvet Underground wydany w marcu 1969 przez MGM Records. Jest to pierwszy album muzyków nagrany bez Johna Cale’a i pierwszy nagrany z Dougiem Yulem. 
Płyta była nagrywana w TTG Studios w Hollywood.
Album jest lżejszy od poprzednich. The Velvet Underground składa się głównie z folk rockowych i popowych ballad.
W 2003 wydawnictwo zostało sklasyfikowane na 314 miejscu listy 500 albumów wszech czasów dwutygodnika „Rolling Stone”.

## Lista utworów
Wszystkie utwory napisane przez Lou Reeda.

### Wydanie oryginalne (1969)
Strona pierwsza
| 1. | „Candy Says”      | 4:04  |
|    |                   |       |
| 2. | „What Goes On”    | 4:55  |
|    |                   |       |
| 3. | „Some Kinda Love” | 4:03  |
|    |                   |       |
| 4. | „Pale Blue Eyes”  | 5:41  |
|    |                   |       |
| 5. | „Jesus”           | 3:24  |
|    |                   |       |
|    |                   | 22:07 |
|    |                   |       |
Strona druga
| 1. | „Beginning to See the Light”  | 4:41  |
|    |                               |       |
| 2. | „I'm Set Free”                | 4:08  |
|    |                               |       |
| 3. | „That's the Story of My Life” | 1:59  |
|    |                               |       |
| 4. | „The Murder Mystery”          | 8:55  |
|    |                               |       |
| 5. | „After Hours”                 | 2:07  |
|    |                               |       |
|    |                               | 21:50 |
|    |                               |       |

### 45th Anniversary Super Deluxe Edition disc 4: 1969 sessions (2014)
1. „Foggy Notion”
2. „One of These Days”
3. „Lisa Says”
4. „I'm Sticking with You”
5. „Andy's Chest”
6. „Coney Island Steeplechase”
7. „Ocean”
8. „I Can't Stand It”
9. „She's My Best Friend”
10. „We’re Gonna Have a Real Good Time Together”
11. „I'm Gonna Move Right in”
12. „Ferryboat Bill”
13. „Rock & Roll”
14. „Ride Into the Sun”

### 45th Anniversary Super Deluxe Edition disc 5: Live at the Matrix (Part 1) (2014)
1. „I'm Waiting for the Man”
2. „What Goes On”
3. „Some Kinda Love”
4. „Over You”
5. „We’re Gonna Have a Real Good Time Together”
6. „Beginning to See the Light”
7. „Lisa Says”
8. „Rock & Roll”
9. „Pale Blue Eyes”
10. „I Can't Stand It Anymore”
11. „Venus in Furs”
12. „There She Goes Again”

### 45th Anniversary Super Deluxe Edition disc 6: Live at the Matrix (Part 2) (2014)
1. „Sister Ray”
2. „Heroin”
3. „White Light/White Heat”
4. „I'm Set Free”
5. „After Hours”
6. „Sweet Jane”

## Twórcy
- Lou Reed – gitara prowadząca, gitara rytmiczna, fortepian, wokal wiodący (z wyjątkiem: 1 i 10)
- Doug Yule – gitara basowa, organy, wokal wiodący (1), wokal wspierający (5, 9)
- Sterling Morrison – gitara rytmiczna, gitara prowadząca, wokal wspierający
- Maureen Tucker – instrumenty perkusyjne, wokal wiodący (10), wokal wspierający